# Thelcticopis flavipes
Thelcticopis flavipes är en spindelart som beskrevs av Pocock 1897. Thelcticopis flavipes ingår i släktet Thelcticopis och familjen jättekrabbspindlar. Inga underarter finns listade i Catalogue of Life.